# ديف غليسون
ديف غليسون (بالإنجليزية: Dave Gleeson)‏ هو مغن مؤلف أسترالي، ولد في 1968.

## وصلات خارجية
- ديف غليسون على موقع IMDb (الإنجليزية)
- ديف غليسون على موقع ميوزك برينز (الإنجليزية)
- ديف غليسون على موقع أول ميوزيك (الإنجليزية)
- ديف غليسون على موقع ديسكوغز (الإنجليزية)
- ديف غليسون على موقع قاعدة بيانات الفيلم (الإنجليزية)